# Polyconoceras instabilis
Polyconoceras instabilis är en mångfotingart som beskrevs av Carl. Polyconoceras instabilis ingår i släktet Polyconoceras och familjen Rhinocricidae. Inga underarter finns listade i Catalogue of Life.